# 2,5-Diaminotolueno
2,5-Diaminotolueno é um composto orgânico com a fórmula C6H3(NH2)2CH3. É um dos isômeros de seis com esta fórmula. 2,5-Diaminotolueno é um sólido cristalino incolor que é normalmente utilizado em coloração de cabelo.

## Produção e usos
2,5-Diaminotolueno é preparado através da redução eletrolítica de 2,5-dinitrotolueno. Outros métodos incluem a clivagem redutiva de 4-amino-2,3'-dimetilazobenzeno assim como a condensação de 2-amino-1-metilbenzeno e cloreto de tolueno-4-sulfonila para produzir 4-toluenesulfono-2-toluidida a qual é então acoplada com ácido aminobenzenossulfônico e reduzida.
2,5-Diaminotolueno é um substituto para a fenilenodiamina (1,4-diaminobenzeno) em corantes de cabelo comerciais. É preferido por causa de sua baixa toxidade. Entretanto, muitos corantes de cabelo domésticos ainda usam fenilenodiamina. Nestas aplicações, estas diaminas possuem a função de ser um intermediário primário, o que significa que ela é primeiro oxidada com peróxido de hidrogênio e então combinada com um acoplador para formar o corante de cabelo.